# Елушкино
Елушкино — упразднённая деревня на межселенной территории Кондинского района Ханты-Мансийского автономного округа — Югры Российской Федерации. Упразднена в 1983 году. На год упразднения входила в состав Половинкинского сельсовета.

## География
Располагалась на побережье реки Конда, левом притоке Иртыша. Бывшая деревня относится к межселенной территории, в прямом подчинении Кондинскому району.

## История
К 1930-м годам в деревне было 19 хозяйств и проживало 64 человека. В 1934 году была организована рыбартель имени Сталина, в 1954 году — новая рыбартель имени Энгельса. Коренное население вело натуральное хозяйство. В хозяйстве держали коров, овец, лошадей. Традиционным была охота и рыболовство. С 1937 до 1970 гг. в деревне действовала школа. В 1974 году дома из деревни Елушкино перевезены в посёлок Половинка. Решением за № 199 от 10 июня 1983 года Кондинского райисполкома деревня Елушкино была упразднена и исключена из Половинкинского сельского Совета.